# 波塔申科韋
46°52′18″N 30°19′51″E / 46.87167°N 30.33083°E
波塔申科韋（烏克蘭語：Поташенкове）是位於烏克蘭西南部的村莊，由敖德萨州羅茲季利納區的羅茲季利納市鎮負責管轄。該村始建於1824年，面積0.59平方公里，海拔高度29米，2001年人口77，人口密度每平方公里130.95人。